# بینا (مینه‌سوتا)
بینا، مینه‌سوتا (به انگلیسی: Bena, Minnesota) یک شهر در ایالات متحده آمریکا است که در مینه‌سوتا واقع شده‌است.

## خصوصیات
بینا ۱٫۲۹ کیلومترمربع مساحت و ۱۱۶ نفر جمعیت دارد و ۴۰۱ متر بالاتر از سطح دریا واقع شده‌است.